# 摩星嶺要塞
22°16′37″N 114°07′23″E / 22.27694°N 114.12306°E

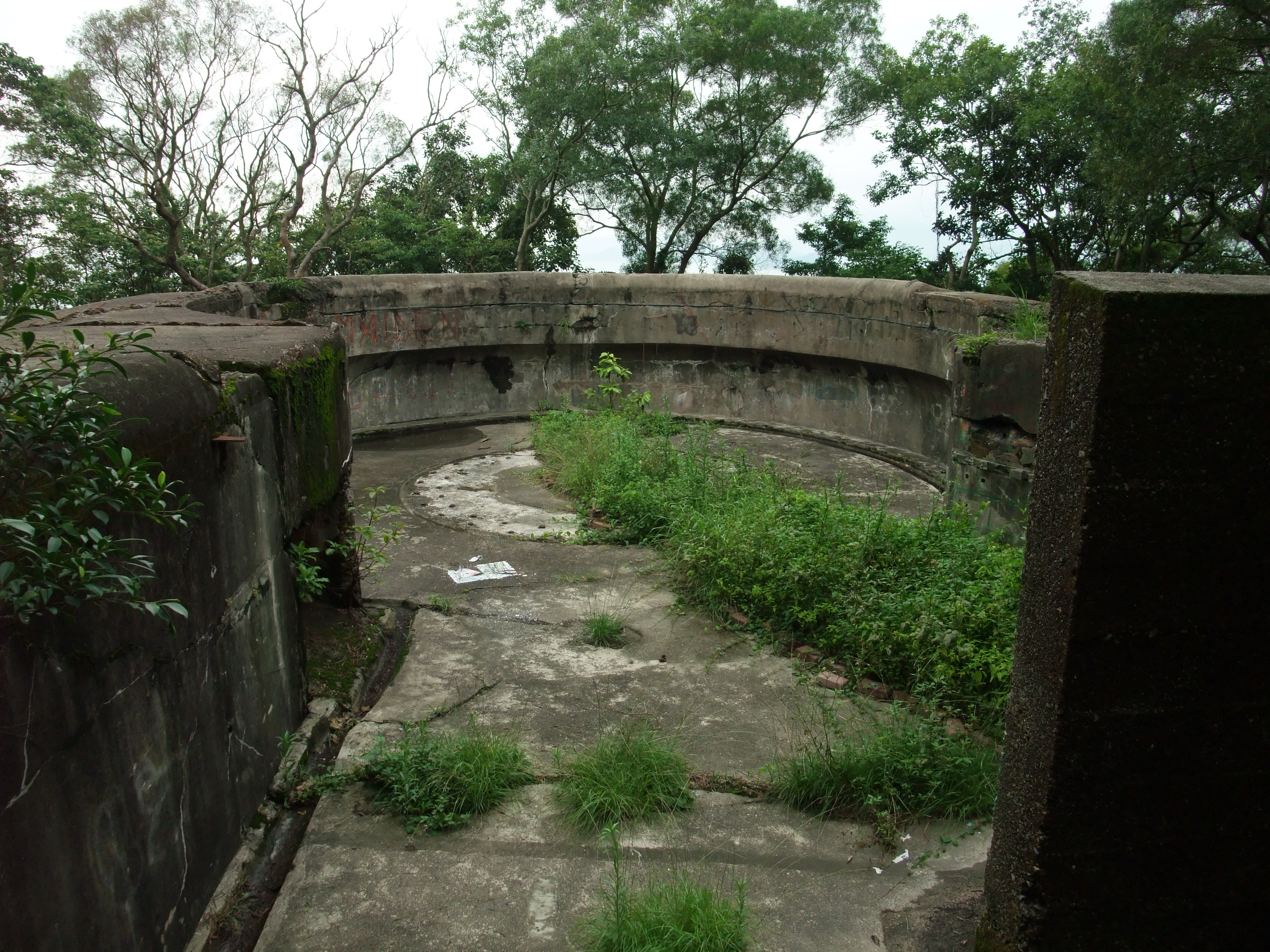
其中一座炮座的遺址

摩星嶺要塞，或稱摩星嶺炮台，是一個位於香港香港島摩星嶺山頂及山腰一帶的軍事要塞，曾在香港保衛戰期間守衛香港島西部，現時僅餘部份遺址。

## 歷史
1900年，英軍建議在摩星嶺興建防衛設施。摩星嶺要塞的建築工程於1909年展開，1911年大炮裝置完成，1912年全部建成，取代附近龍虎山的林炮台。要塞由營房、5個9.2吋口徑海防炮炮位、指揮總部、多座瞭望台與掩蔽體組成。摩星嶺炮台安裝有當時英軍岸防炮兵常用的9.2吋口徑後裝海防炮，仰角15度，射程約19公里，足以覆蓋整個維多利亞港西部海域。1930年代後期，其中兩門9.2吋口徑海防炮被轉移到新建成的赤柱炮台，赤柱炮台因為採用仰角增至35度的改良型炮座，射程增至27公里。摩星嶺要塞配合位於西高山的機槍堡，扼守著維多利亞港西部出入口及硫磺海峽等香港主要水道。1939年，為加強摩星嶺的防衛能力，附近再加建銀禧炮台。
1941年12月8日，香港保衛戰爆發，摩星嶺要塞不斷受到日軍空襲和炮轟，炮台在炮戰中多次反擊侵佔九龍的日軍，並阻止日本海軍艦艇靠近香港島。12月16日，日軍出動重轟炸機隊大規模空襲香港島，位於山頂的指揮總部被炸彈擊中，但炸彈沒有爆炸，附近的60名守軍得以生還。12月25日下午，總督楊慕琦決定投降，守軍將殘餘設施炸毀後才放棄要塞。
2021年12月，長春社及歷史學者發表報告指摩星嶺炮台雖然被列入二級歷史建築，但缺乏適當的保育工作，近乎任由其荒廢，該處的歷史建築群已經雜草叢生，有不少地方的雜草生長至半個成年人的高度，對歷史建築的結構造成損害，所設置的告示牌及資訊牌也日久失修，質疑特區政府有否切實維護這個歷史建築群。民政事務總署回應傳媒查詢時稱中西區區議會在2020年已通過「摩星嶺軍事遺址旅遊設施設置工程」，顧問公司已完成初步的設計，目前正為工程項目進行深化設計及制定招標文件，預計於 2022年第二季開始有關工程。地政總署則稱會按需要安排承辦商在該處清除雜草，也有派保安員定期巡查。古蹟辦則回應稱有委聘專業顧問巡視已獲評級的歷史建築，包括摩星嶺炮台，如有關歷史建築需進行維修，古蹟辦會通知相關部門跟進。

## 資料圖片

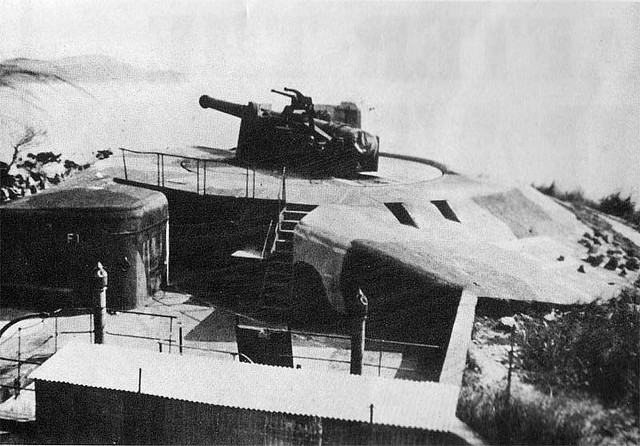
編號F1的9.2吋口徑海岸炮
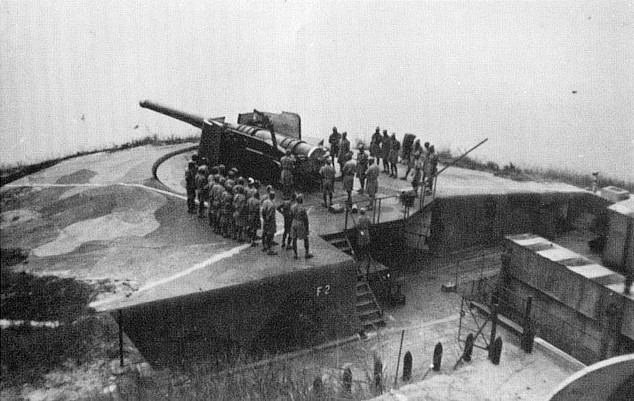
編號F2的9.2吋口徑海岸炮
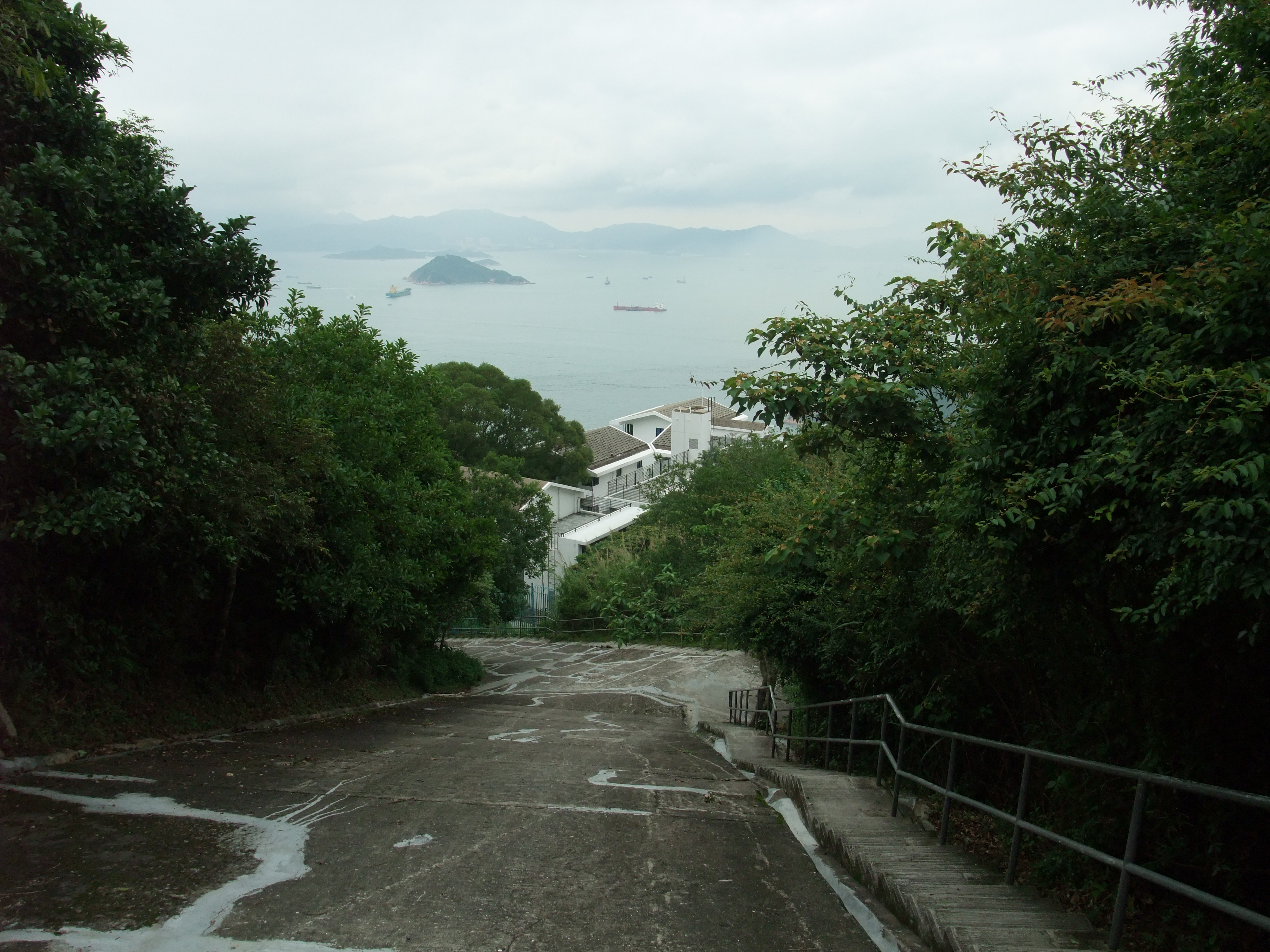
用作運送大炮和物資上下山的斜路
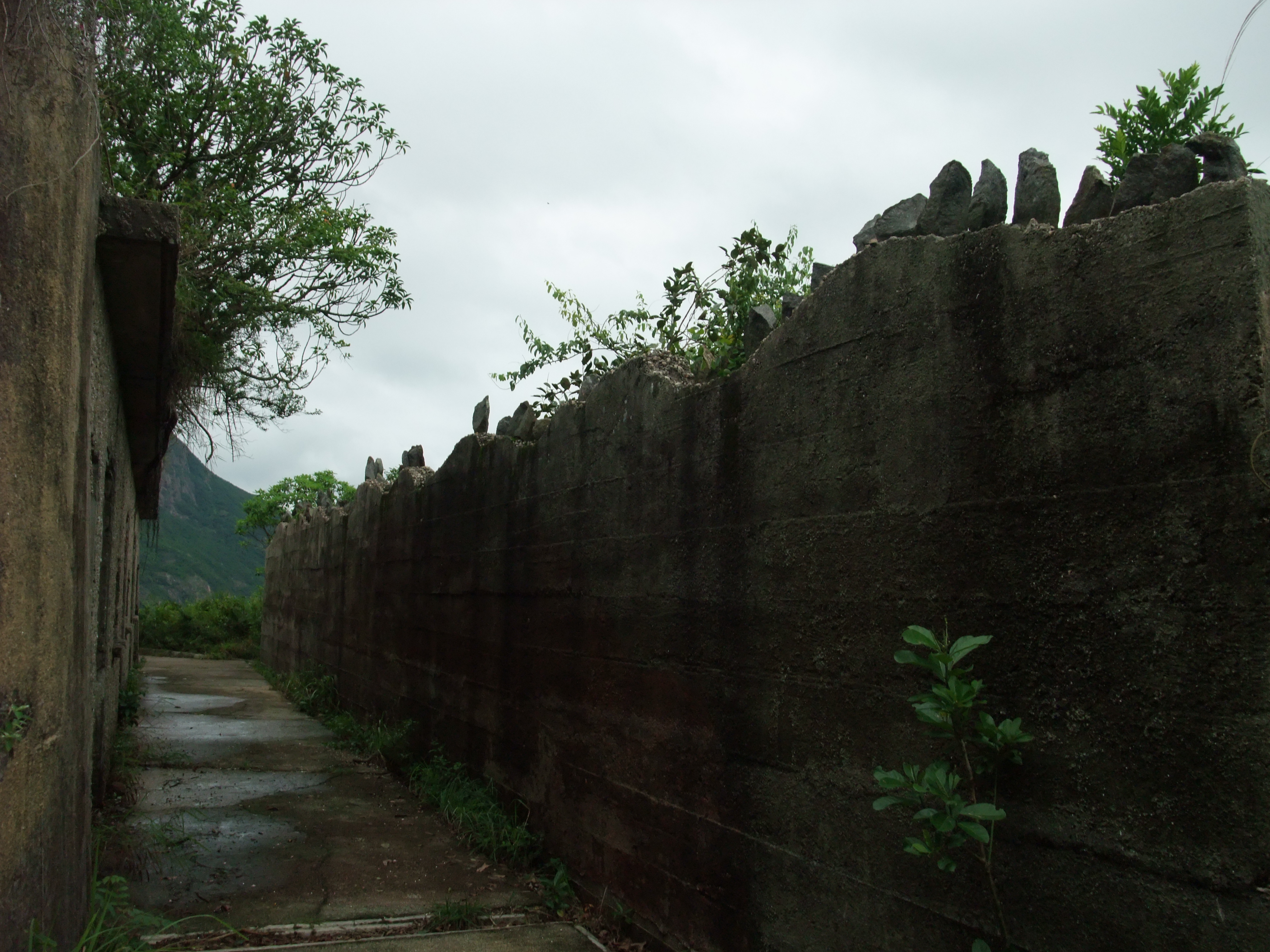
偽裝保護牆間的通道
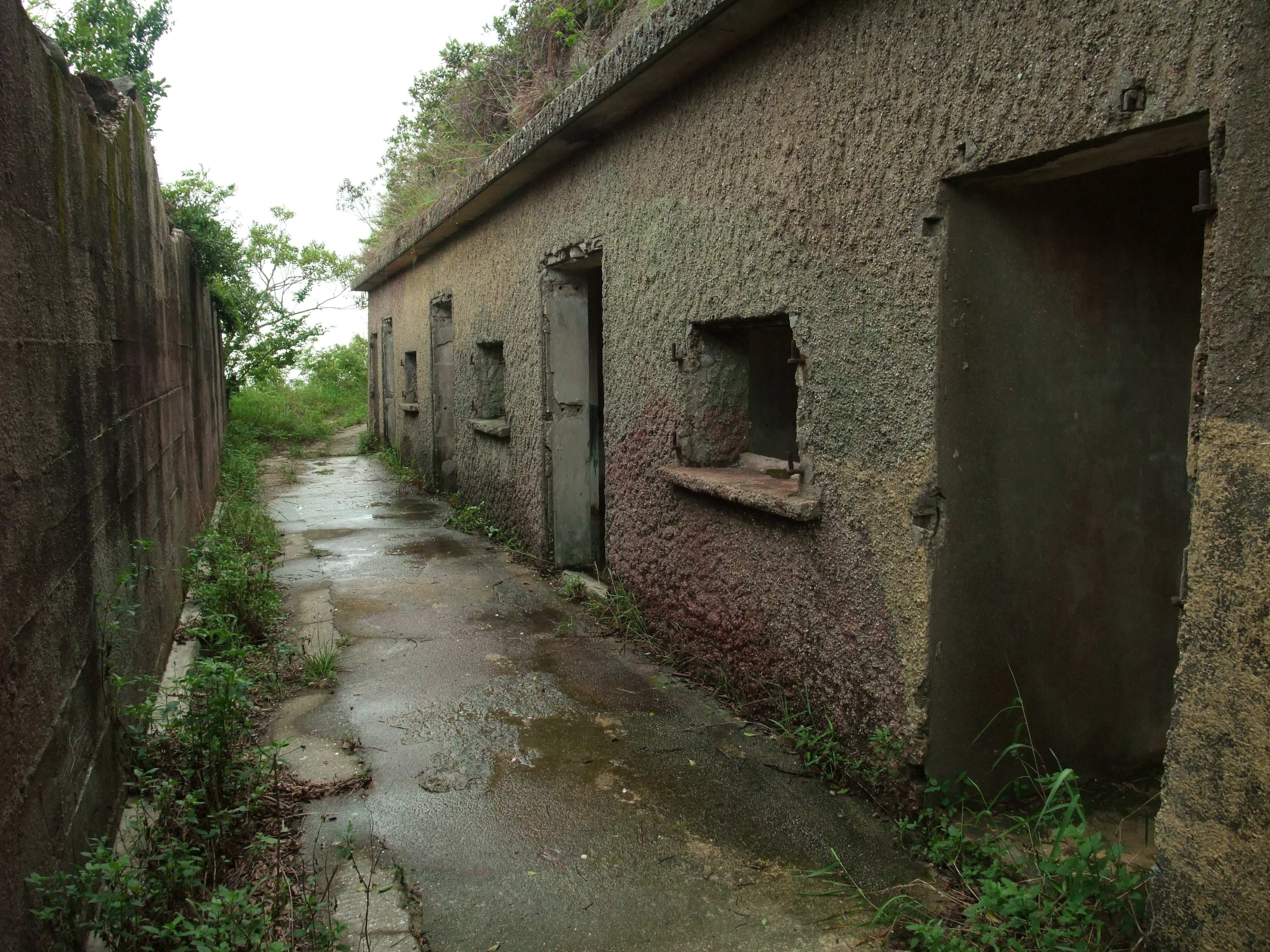
偽裝保護牆後的營房
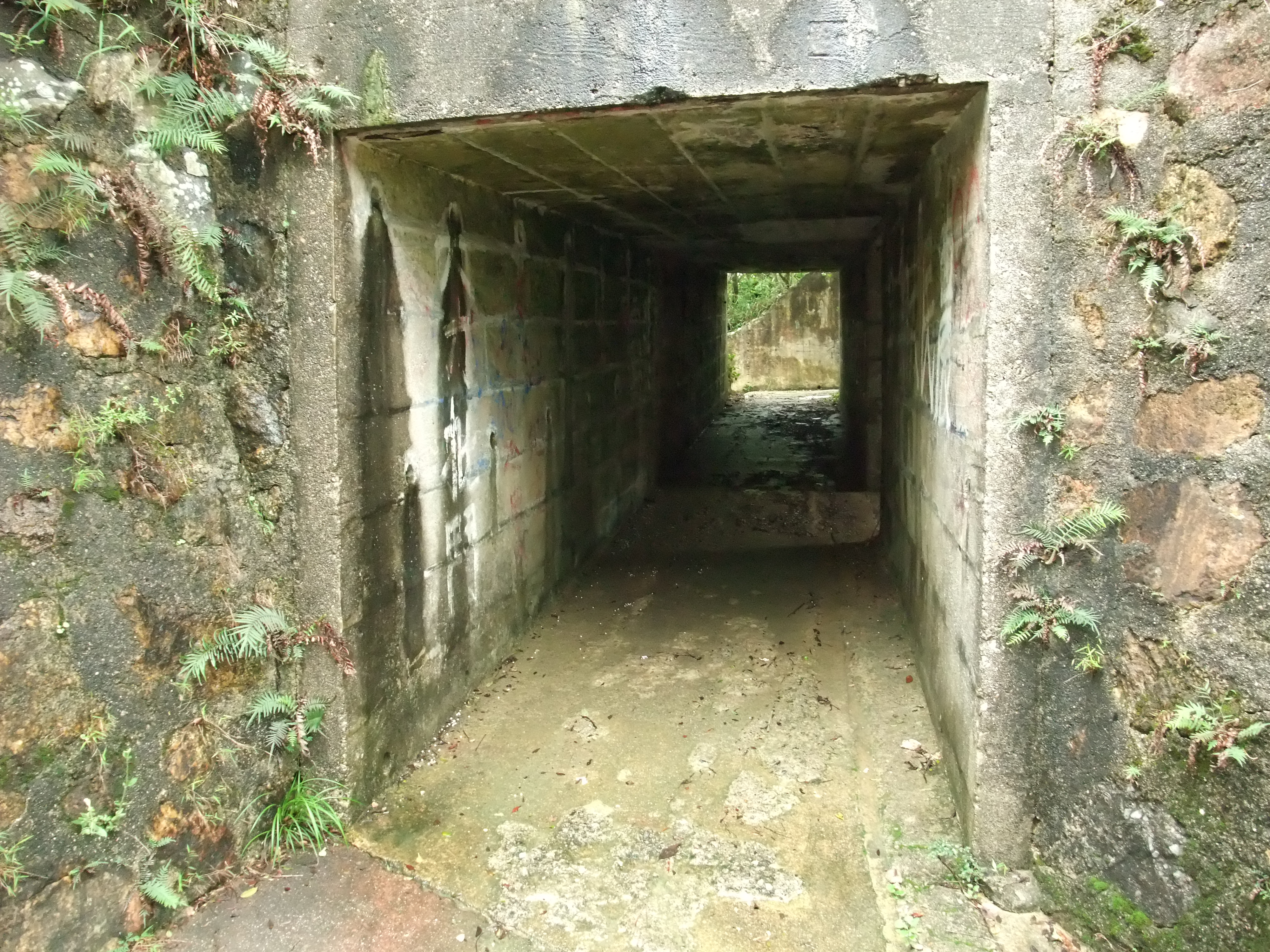
營房之間四通八通的掩體通道
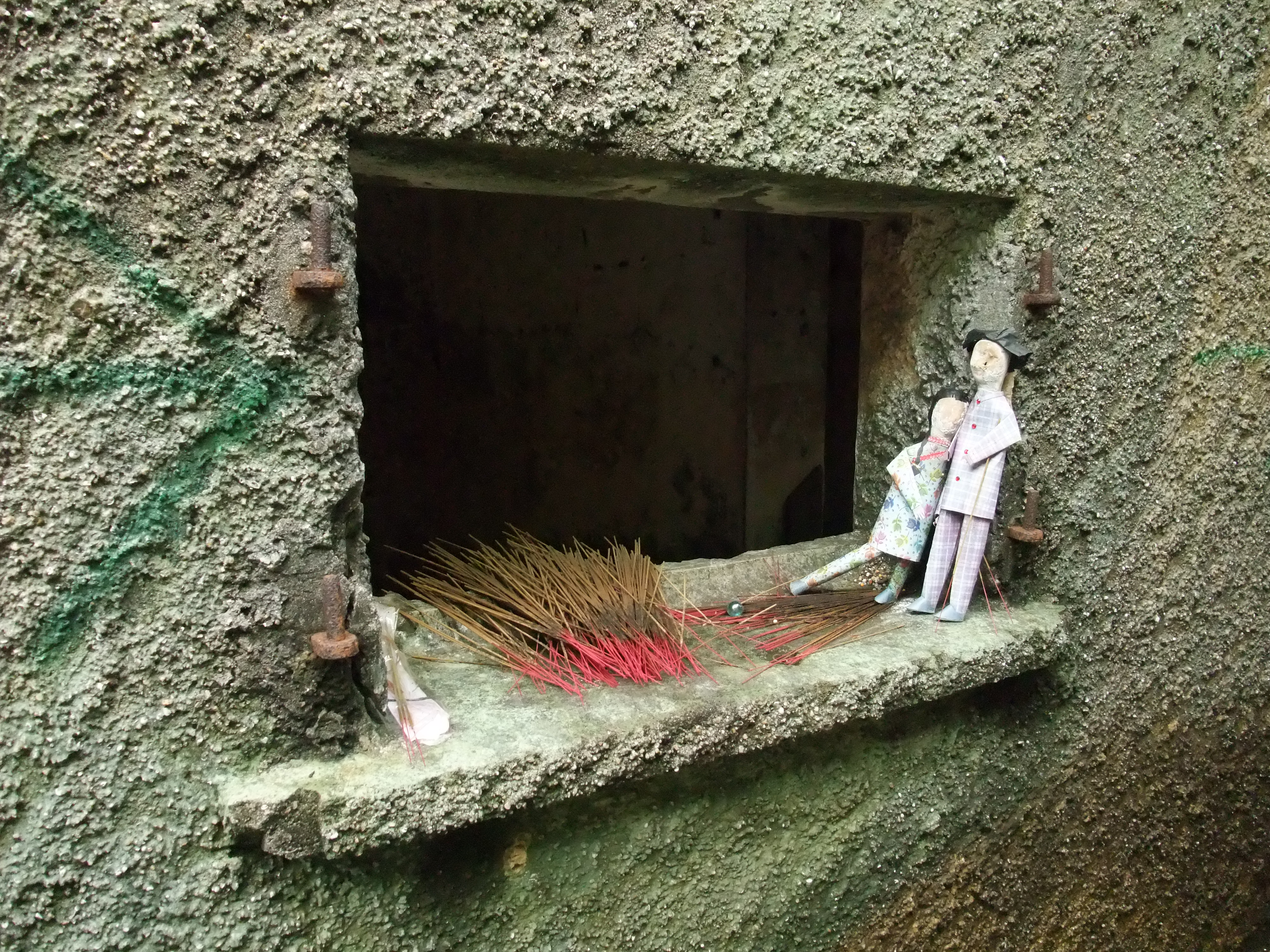
因為該處曾鬧鬼的關係，其中一個營房的窗台被人放置了供拜祭用的香燭用品

### 鄰近炮台
- 銀禧炮台
- 松林炮台

### 香港島其他炮台
- 赤柱炮台
- 鯉魚門炮台，現在是香港海防博物館

## 外部連結
- . 摩星嶺之友. 6月6日  [2008-06-06]. （原始内容存档于2009-04-01）.
- . 摩星嶺之友. 6月6日  [2008-06-06]. （原始内容存档于2009-04-01）.
- . 太陽報網頁. 6月6日  [2008-06-06]. （原始内容存档于2019-09-08）.